# Michaił Golicyn
Michaił Michajłowicz Golicyn ros. Михаил Михайлович Голицын (ur. 18 lipca 1731, zm. 21 stycznia 1804 w Moskwie) – generał lejtnant wojsk rosyjskich od 1774 roku, szambelan, książę.
Syn Michała Michajłowicza Golicyna i Tatiany z Naryszkinów. Był przywódcą szlachty z powiatu Taruskiego w prowincji Kaługa. 15 września 1757 poślubił Annę, córkę barona Aleksandra Stroganowa, z którą miał dziesięcioro dzieci. W 1769 odznaczony Orderem Orła Białego i Orderem Świętego Stanisława. Posiadał także Order Świętego Jerzego IV klasy.